# Grandidierjev baobab
Grandidierjev baobab (znanstveno ime Adansonia grandidieri) je največja in najbolj znana od šestih vrst baobabov na Madagaskarju. Včasih je znan kot orjaški baobab. V francoščini se imenuje baobab malgache. Lokalno ime je renala ali reniala (malgaško reny ala, kar pomeni 'mati gozda'). To drevo je endemično na otoku Madagaskar, kjer je ogrožena vrsta, ki ji grozi poseganje v kmetijska zemljišča. To je drevo, najdeno v Aveniji baobabov.

## Opis
Grandidierjevi baobabi imajo masivna, valjasta, debela debla, premera do treh metrov, prekrita z gladkim, rdečkasto sivim lubjem. Dosežejo lahko 25 do 30 m višine. Krošnja je ravna, z vodoravnimi glavnimi vejami.

### Listi
Listi so dlanasto sestavljeni, običajno z 9 do 11 lističi. To je edina vrsta baobaba z lističi, ki so modrikasto zeleni in gosto poraščeni z zvezdastimi dlačicami.

### Cvet
Cveti v sušnem obdobju, od maja do avgusta, preden se pojavijo listi. Popki so pokončni, zaobljeni in temno rjavi. Cvetovi so sestavljeni iz 5 (včasih 3) čašnih listov, ki so na dnu cveta upognjeni nazaj in zaviti. Režnji so na dnu zraščeni in tvorijo približno 1 cm globoko odprto skodelico. Cvetni listi so beli, starajo se v rumeno, dolgi do 20 mm in približno 5-krat daljši od širine. Cvetovi imajo do 16 mm dolgo belo osrednjo cev (stebelno cev), sestavljeno iz zraščenih pecljev prašnikov (nitke). 600 – 700 nezraslih filamentov, dolgih do 6,5 cm, se razprostira z vrha staminalne cevi. V staminalni cevki je zaprt jajčnik z gosto dlako, iz filamentov pa izhaja dolg lasek, obdan z belo ali rožnato stigmo.

### Plodovi in semena
Plodovi so veliki, suhi in zaobljeni do jajčasti. Imajo trdo lupino debeline 2 – 4,5 mm in so poraščene z gostimi rdečkasto rjavimi dlakami. Vsebujejo velika (12-20 mm dolga) ledvičasta semena znotraj užitne kaše.

## Razširjenost in habitat
Ta baobab se pojavlja na jugozahodnem Madagaskarju, med Lac Ihotry (blizu Morombe) in Bereboka. Grandidierjev baobab je nekoč rasel v suhih listnatih gozdovih, zlasti v bližini sezonskih rek ali jezer. Danes pa ga najdemo predvsem na odprtih, kmetijskih zemljiščih ali degradiranih grmiščih.

## Življenjski cikel in ekologija
Dolgoživi Grandidierjev baobab je olistan od oktobra do maja, cveti pa med majem in avgustom. Cvetovi, za katere pravijo, da dišijo po kisli lubenici, se odprejo tik pred ali kmalu po mraku in ves cvetni prah se sprosti prvo noč. Drevo oprašujejo nočni sesalci, kot so viličasti lemurji (Lemur furcifer) in žuželke, kot so somračniki. Lemurji se premikajo po krošnjah, zabadajo svoje gobce v bele cvetove in ližejo nektar iz dna cvetnih listov, zaradi česar se cvetni prah odlaga v obraz lemurjev, medtem ko so nočne vešče nekoliko bolj učinkovite pri opraševanju, saj lahko priletijo z drevesa na drevo, katerega večina telesa je prekrita s cvetnim prahom.
Vrsta obrodi zrele plodove novembra in decembra. Za razliko od afriških in avstralskih baobabov se zdi, da semena tega okusnega sadeža ne raznašajo živali. Lemurji so edine živeče živali na Madagaskarju, ki lahko delujejo kot raznašalci semen, vendar raznašanje semen s strani lemurjev ni bilo nikoli dokumentirano. V preteklosti pa bi lahko bilo to zelo drugače. Obstaja več vrst, ki so izumrle od človeške kolonizacije otoka (pred 1500 do 2000 leti), ki bi lahko zelo verjetno raznašale semena. To vključuje vrste primatov, za katere so mislili, da so podobni pavijanom, in najtežjo ptico, kar jih je kdaj živelo, slonji ptič, ki je imel močan kljun, s katerim bi lahko odprl velik sadež. Danes je lahko voda sredstvo, s katerim se seme raznese.
Pomanjkanje vode je lahko včasih problem za rastline na Madagaskarju. Kaže, da baobab to premaga s shranjevanjem vode v vlaknatem lesu debla, saj premer drevesa niha glede na padavine.

## Taksonomija
Adansonia grandidieri je prvi opisal in objavil botanik Henri Ernest Baillon v A.Grandidier's, Hist. Phys. Madagaskar: tabeli 79e in 79a leta 1888. Rod Adansonia je v čast francoskemu raziskovalcu in botaniku Michelu Adansonu (1727–1806). Ime vrste grandidieri je v čast francoskega botanika in raziskovalca Alfreda Grandidierja (1836–1921).
Vse vrste Adansonia razen Adansonia digitata so diploidne. Rod Adansonia je v poddružini Bombacoideae, v družini Malvaceae (slezenovke) v redu Malvales. Adansonia grandidieri je razvrščena v oddelek Brevitubae z bližnjim sorodnikom suareškim baobabom (Adansonia suarezensis). To so baobabi, ki so velika drevesa z jajčastimi cvetnimi brsti na kratkih, pokončnih steblih.

## Uporaba
To je najpogosteje uporabljen madagaskarski baobab. Semena in z vitaminom C bogato sadno pulpo uživamo sveže, jedilno olje pa pridobivajo iz z oljem bogatih semen. Sadje se pobira s tal ali pa se v deblo zabijejo leseni klini, da se lahko povzpne na drevo in pobere sadje. Debelo lubje baobaba je sestavljeno iz močnih dolgih vlaken, ki se lahko uporabljajo za izdelavo vrvi, in večina dreves nosi brazgotine od mesta, kjer je bilo lubje odrezano od nivoja tal do približno dveh metrov, da bi dobili ta material. Gobast les je sestavljen iz listov vlaken, ki se naberejo z mrtvih ali živih dreves, posušijo na soncu in prodajo za slamo. Večina teh raznolikih uporab ne vključuje uničenja drevesa, zato je malo verjetno, da bi predstavljali veliko grožnjo za baobab.

## Grožnje in ohranjanje
Rdeči seznam IUCN 2006 je Grandidierjev baobab uvrstil med ogrožene. Čeprav je najbolj izkoriščan od vseh madagaskarskih baobabov, je največja grožnja preoblikovanje njegovega gozdnega habitata v kmetijska zemljišča. V teh motenih habitatih je opazno pomanjkanje mladih dreves. Požari, plenjenje semen, konkurenca s plevelom in spremenjeno fizično okolje lahko vplivajo na sposobnost razmnoževanja madagaskarskega baobaba, kar ima lahko uničujoče posledice za njegovo preživetje. Leta 2003 je predsednik Madagaskarja obljubil, da bo potrojil število zaščitenih območij, ukrep, ki bi lahko koristil Grandidierjevemu baobabu. Pomembna skupina Grandidierjevih baobabov, ki sestavljajo Avenijo baobabov, je bila središče lokalnih prizadevanj za ohranitev in ji je Ministrstvo za okolje, vodo in gozdove julija 2007 podelilo status začasne zaščite – korak k temu, da postane prva naravna na Madagaskarju spomenik.